# گردشگری ورزشی
گردشگری ورزشی (به انگلیسی: Sport Tourism) به آن دسته از سفرهایی گفته می‌شود که شخص با هدف تماشا یا شرکت در یک مسابقهٔ ورزشی عازم سفر می‌شود. گردشگری ورزشی یکی از زیرمجموعه‌های صنعت گردشگری است که طرفداران آن روز به روز در حال افزایش است.

## اهمیت و هدف
گردشگری ورزشی سومین صنعت رایج در جهان است. از این صنعت برای کارآفرینی و درآمدزایی بهره می‌برد. در این صنعت، کیفیت خدمات‌رسانی بسیار پر اهمیت است.

## انواع گردشگری ورزشی

### گردشگری رویدادهای ورزشی
در این بخش گرشگر با هدف تماشا یا شرکت در رویدادهای ورزشی بزرگ و مهم مانند بازی‌های المپیک و مسابقات جام جهانی فوتبال عازم سفر می‌شود. این دو رویداد مهم ورزشی که از مشهورترین و پرطرفدارترین رویدادهای ورزشی جهان هستند هر چهار سال یکبار، و هربار در شهر و کشوری متفاوت در سرار دنیا برگزار می‌شوند و گردشگران را به سمت خود می‌کشد.

### گردشگری ورزشی فعال
گردشگری ورزشی فعال به آن دسته از گردشگری گفته می‌شود که شخص در آن با هدف شرکت در یک مسابقه ورزشی مانند گلف، قایق‌رانی، تنیس، موج سواری، شنا و… سفر می‌کند.

### گردشگری ورزشی نوستالژیک و مشاهیر
این زیرمجموعه از گردشگری ورزشی به سفرهایی گفته می‌شود که شخص با قصد بازدید از جاذبه‌های ورزشی مانند بازدید از موزه‌های ورزشی و ورزشگاه‌های بزرگ و مشهور دنیا سفر می‌کند. ملاقات با مشاهیر ورزشی نیز در این دسته قرار می‌گیرند.

## گردشگری ورزشی سخت و گردشگری ورزشی نرم
دسته‌بندی دیگری نیز از گردشگری ورزشی وجود دارد که به دو نوع سخت و نرم تقسیم می‌شوند. در گردشگری سخت فرد با هدف رقابت در یک رویداد ورزشی (مانند بازی‌های المپیک، جام جهانی فوتبال و…) سفر می‌کند؛ در حالی که در گردشگری نرم هدف فرد شرکت در یک رقابت ورزشی نیست و صرفاً برای تفریح یا سرگرمی (مانند پیاده گردی، اسکی و قایق‌رانی تفریحی) به چنین سفری می‌رود.

## مسابقات گردشگری ورزشی سازمان جهانی گردشگری
سازمان جهانی گردشگری UNWTO از سال ۲۰۱۹ مسابقاتی برای استارتاپ ها در حوزه گردشگری ورزشی ایجاد کرده است که به نفرات و استارتاپ های برتر کمک میکند علاوه بر پیدا کردن هم گروهی، از خدمات این سازمان و جوایز آن بهره مند شوند. برای شرکت در این رویدادها باید دارای سایت و ایده کاملاً پخته شده باشید و اخبار سازمان جهانی گردشگری را دنبال نمایید.
در سال 2019 که اولین دوره مسابقات گردشگری ورزشی سازمان جهانی گردشگری برگزار شد، استارتاپ باچرخ از ایران توانست تا مرحله نیمه نهایی حضور پیدا کند.